# Kasteel Allart
Het Kasteel Allart is een kasteel in de tot de West-Vlaamse gemeente Kortrijk behorende plaats Aalbeke, gelegen aan de Moeskroensesteenweg 95.

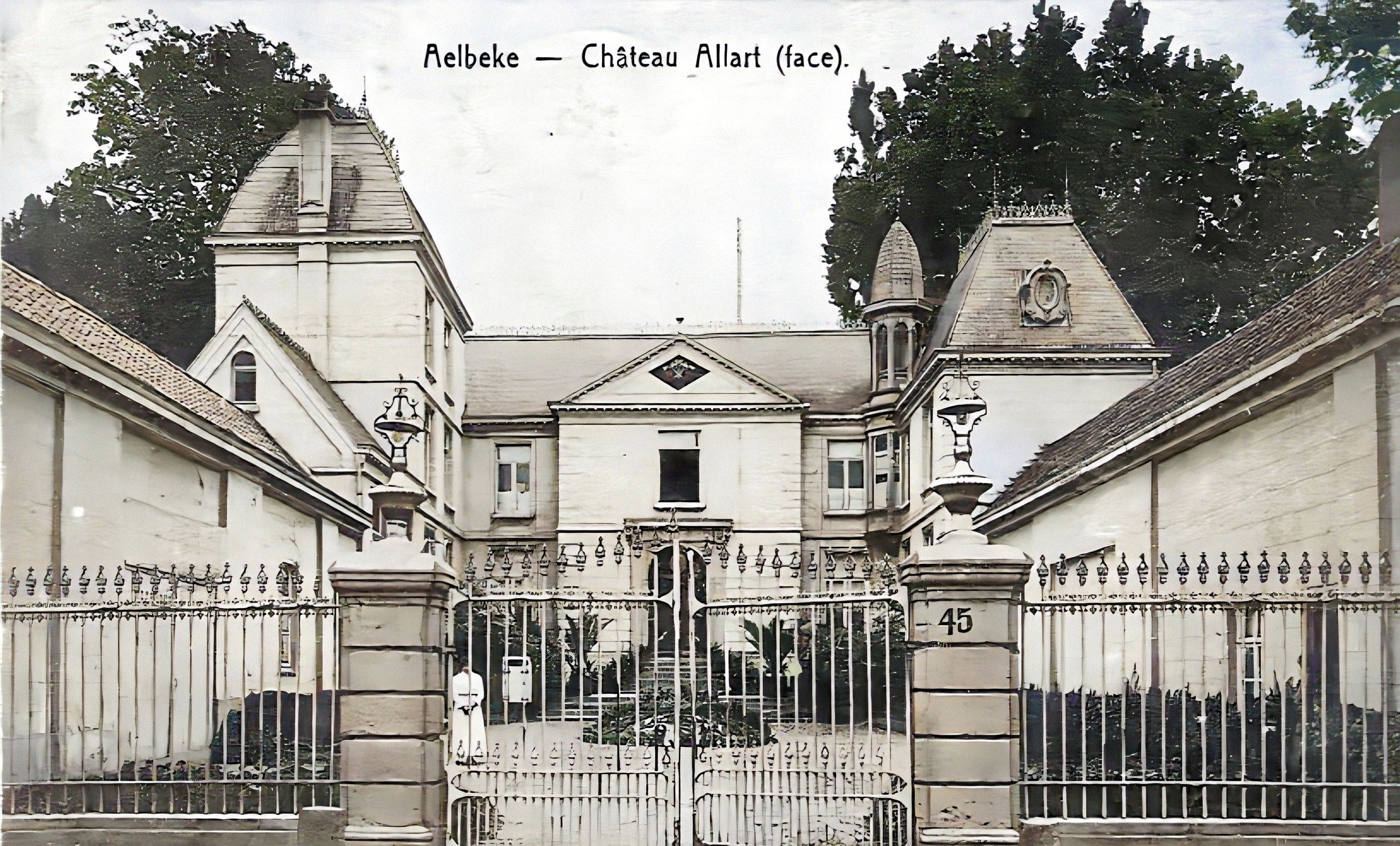
Kasteel Allart 1912

## Geschiedenis
Het centrale deel van het landgoed stamt uit de Heerlijkheid van Aelbeke, behoorde voor een deel toe aan de Jezuïeten uit Rijsel. Eind 18e eeuw werden de bezittingen door de Franse revolutionairen verkocht. In 1800 werd op het terrein een landhuis in laat-classicistische stijl opgetrokken in opdracht van de familie De Brabander-Cottignies. Een deel van het park werd in die tijd aangelegd.

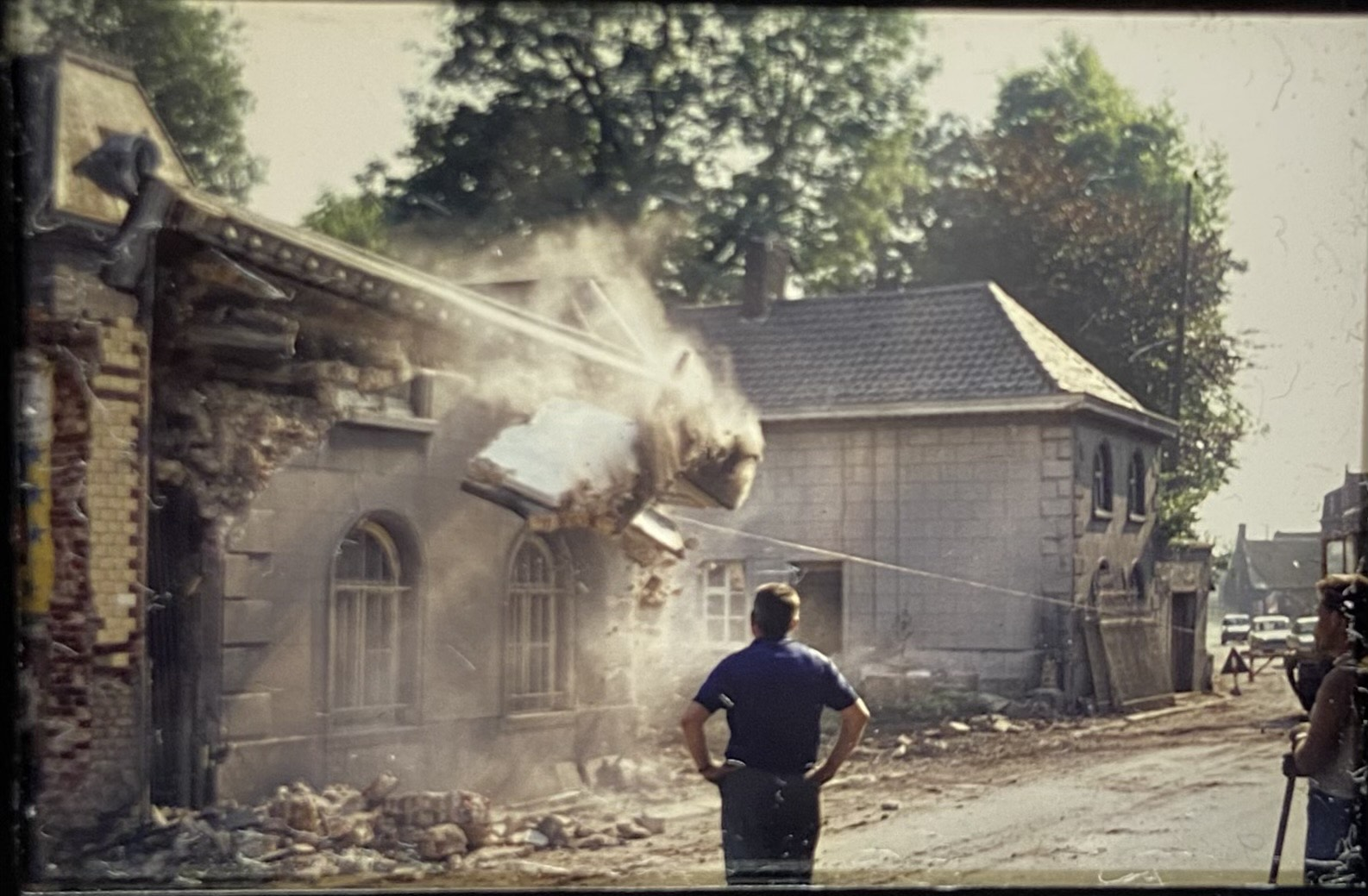
Afbraak zijvleugels eind jaren '60

In 1870 werd het domein gekocht als buitenverblijf door dokter en consul van België Louis Sioen die in Tourcoing woonde, de grootvader van de Franse industrieel Georges Allart. Allart erfde het buitenverblijf van zijn ouders in 1907 en ging er wonen met zijn vrouw Marie-Annette Vandenbogaerde uit Kortrijk, samen met haar dochter uit een eerder huwelijk, Mariëtte Trenteseau. In 1915 werd Blanche Allart geboren. Hij liet het kasteel in 1910-1911 uitbreiden en verbouwen, waarbij het hoofdgebouw werd gerenoveerd, de zijvleugels werden verhoogd en een hoektorentje in art nouveau stijl werd toegevoegd. Ook werden er tal van dienstgebouwen aangebouwd: conciërgewoning, stallingen, garages, keukens en waskelders. In 1911 kocht Mr. Allart nog 2 ha grond aan en liet een Engels landschapspark aanleggen. In 1967 werd een groot deel van de zijvleugels en het hekken onteigend en afgebroken voor de verbreding van de straat.

## Gebouw
Het betreft een gebouw op een U-vormige plattegrond: de beide vleugels staan loodrecht op het hoofdgebouw. Na het overlijden van Georges Allart in 1962 stond het kasteel gedurende meer dan 30 jaar leeg. Eind jaren '90 startten de restauratiewerken door zijn aanverwanten en tevens nieuwe bewoners van het kasteel, de familie Guillemyn.

## Domein

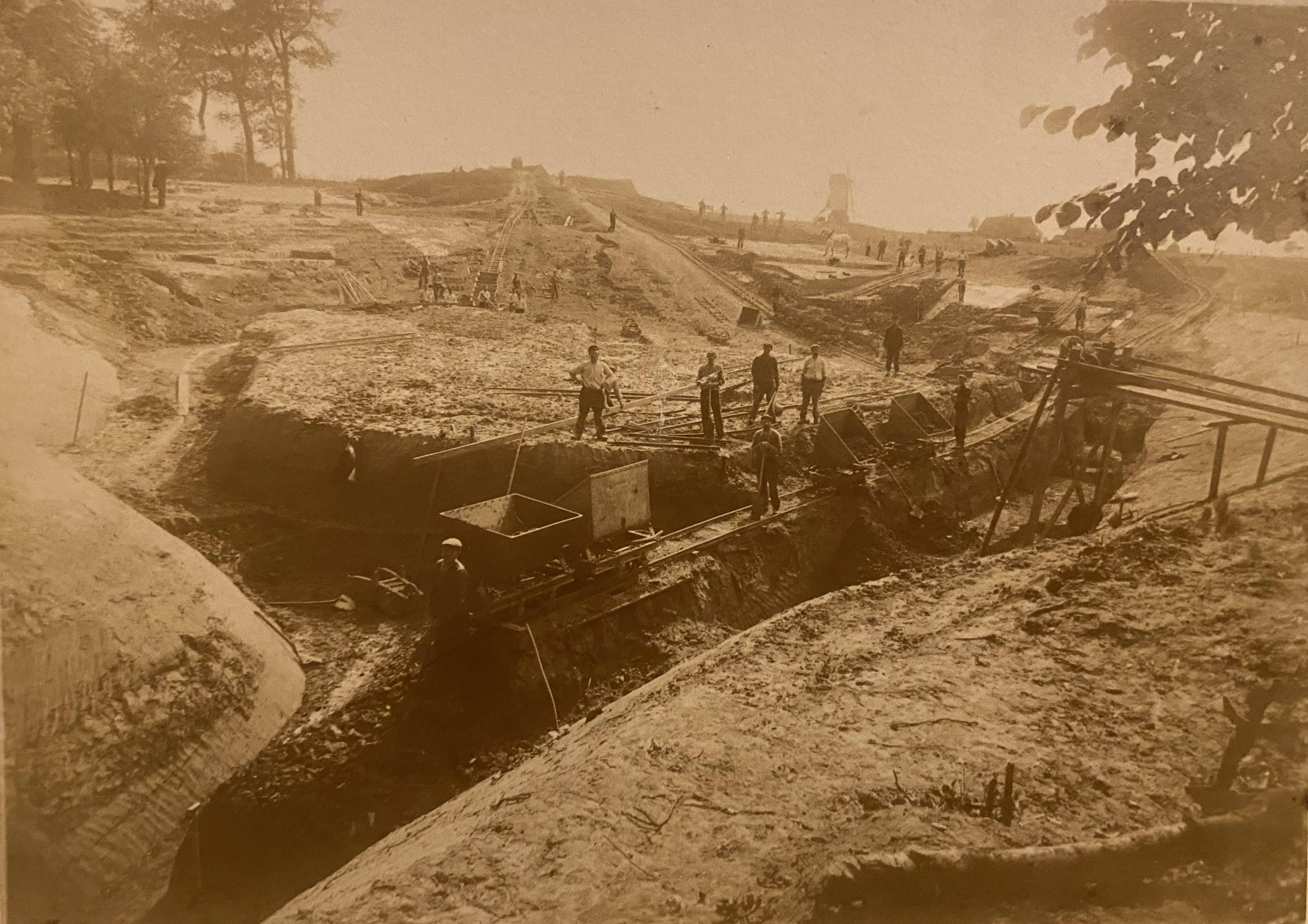
Aanleg tweede vijver 1912

Het eerste gedeelte van het park werd al vermeld als lusttuin op de kaart van Popp (1844), wat verklaart dat in de omgeving van het kasteel de oudste bomen staan van het domein. Het park werd in 1911 heraangelegd en uitgebreid door de aankoop van 2ha achterliggende weides. Achteraan het park werd er een tweede vijver aangelegd. Met behulp van lorries van de nabijgelegen pannenfabriek groeven 30 arbeiders de vijver volledig met de hand uit. Van de vrijgekomen aarde werd een heuvel gemaakt die zich bevindt op de waterscheiding tussen Schelde en Leie. Op de heuvel (17 meter hoger dan de straat voor het kasteel) werd een prieel gebouwd vanwaaruit watervalletjes naar de vijver stroomden, die met een pomp werden aangedreven. Bij de vijver is een soort amfitheater uitgegraven, waar opvoeringen zoals openluchtconcerten werden gegeven en waarbij het eiland als podium fungeerde.
Als ingenieur bouwde Mr. Allart een waterpomp voor het voeden van de watervallen van de tweede vijver. Als producent van zijn eigen elektriciteit verlichtte hij naast de woning ook het park, uitgerust met feeërieke verlichting, en het centrum van het dorp. Met warmterecuperatietechniek verwarmde hij zijn serres, waaronder de orchideeënserre, die bewaard is gebleven. Ook onkruidbestrijding gebeurde thermisch.
In de Allartbosweg bevinden zich de vroegere hoeve en tuinierswoning van het domein.

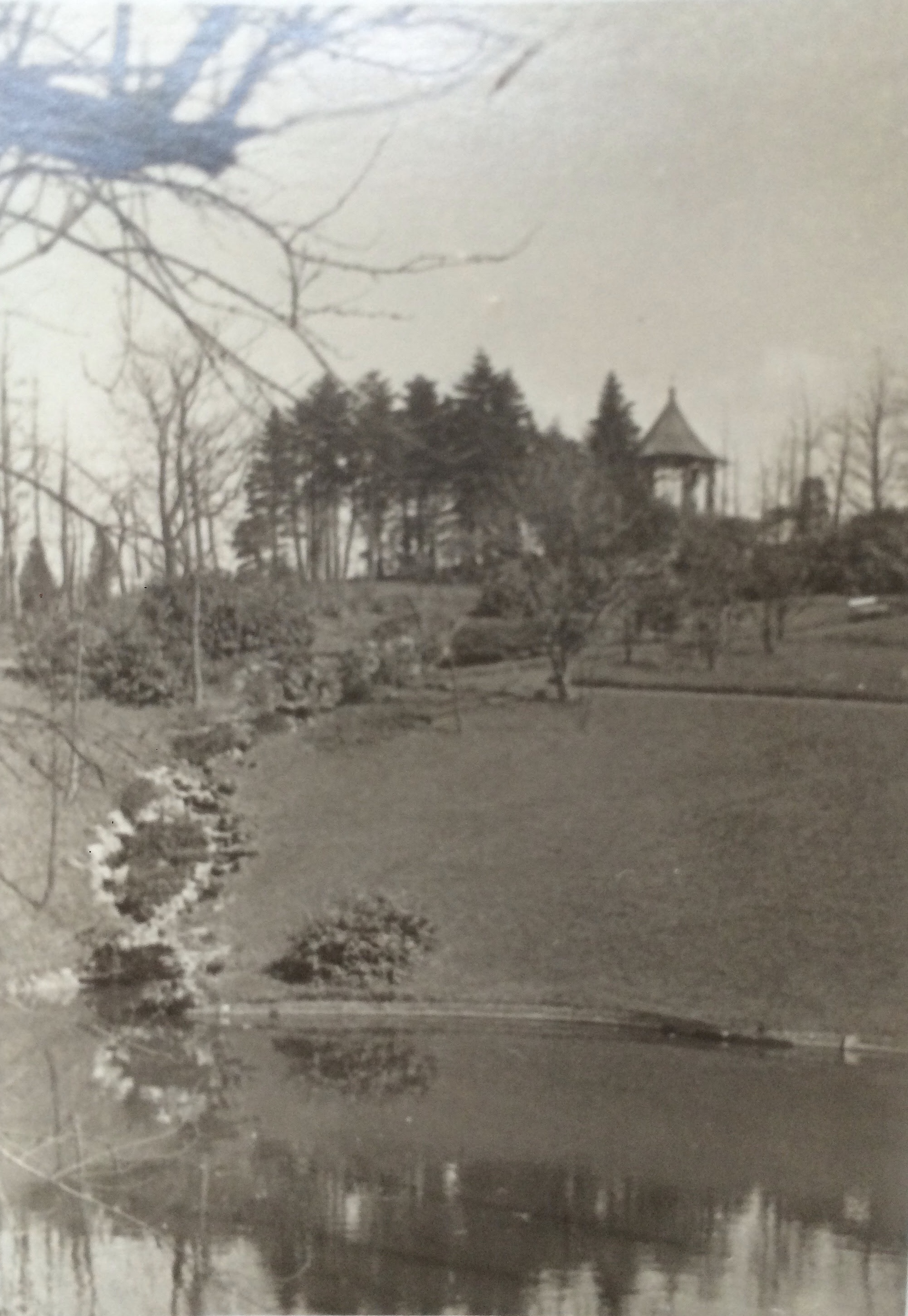
Park Allart met prieel en watervallen (jaren '20)

Het park zelf werd heraangelegd volgens de principes van de Engelse landschapsstijl, waarbij uitzichten uit het kasteel uitnodigen om nieuwe uitzichten vanuit het park te ontdekken.
Het park is al minstens 100 jaar en het oudste deel al meer dan 200 jaar oud, wat geleid heeft tot een rijke plantengroei met in het voorjaar speenkruid, bosanemoon, wilde hyacint, slanke sleutelbloem, wilde narcis en pinksterbloem. Ook kruipend zenegroen en look-zonder-look kan er worden gevonden. Daarnaast zijn er tal van oude bomen, voornamelijk platanen, esdoorns, linden,kastanjebomen en beuken.